# Solar Heat
Albums de Cal Tjader
The Prophet Plugs In
Solar Heat est un album de la discographie de Cal Tjader dont il a été extrait un single : Ode To Billie Joe en 1968.

## Liste des morceaux de l'album
1. Ode to Billy Joe (A1) - 2:55 ∫ Bobbie Gentry (reprise réarrangée)
2. Never My Love (A2) - 2:48 ∫ Donald Addrisi & Richard Addrisi (reprise réarrangée du titre de The Association)
3. Felicidade (A3) - 2:35 ∫ Antônio Carlos Jobim & Vinícius de Moraes (reprise réarrangée)
4. Mambo Sangria (A4) - 2:38 ∫ Cal Tjader
5. Here (A5) - 3:25 ∫ David McKay
6. Fried Bananas (B1) - 2:36 ∫ Gary McFarland
7. Amazon (titré aussi : Amazonas, Keep Talking) (B2) - 2:25 ∫ João Donato
8. La Bamba (B3) - 2:56 ∫ Ritchie Valens (reprise réarrangée)
9. Eye of the Devil (B4) - 2:16 ∫ Gary McFarland
10. Solar Heat (B5) - 2:30 ∫ Cal Tjader

## Style de l'album
Soul jazz, Latin jazz.

## Personnel & Enregistrement
Formation Septet de Cal Tjader réunie pour l'occasion.
- João Donato (orgue).
- Mike Abene (piano électrique, clavecin).
- Bobby Rodriguez ou Chuck Rainey (basse) suivant les morceaux.
- Cal Tjader (vibraphone, direction de formation).
- Gary McFarland (vibraphone, arrangements).
- Ray Barretto, Orestes Vilato (percussions).

Titres 1 à 10 : Enregistré à New York City le 15 janvier 1968. Masters Verve.

### Album arrangé par
- Gary McFarland

### Ingénieur du son
- Dave Sanders

## Producteur de l'album
- Gary McFarland

## Informations de sortie
- Année de Sortie : 1968
- Intitulé : Cal Tjader - Solar Heat
- Label : Skye Records
- Référence Catalogue : Skye SK-1
- Format : LP 33
- Liner-notes : …

## Réédition Format CD
- Référence : Label DCC Jazz DJZ-618 CD,
- Référence : Label Passport Audio 1021 CD,
- Référence : Label Muzak (Japon) MZCS-1101 CD

## Single extrait au format 45 (7")
- 1968 : 1. Ode to Billy Joe (A1) (Single) / 2. Solar Heat (B2) ∫ Référence : Skye Records Skye Skye 45-452 produit par Gary McFarland.

## Observations particulières
Ode to Billy Joe est reprise ré-arrangée du célèbre succès de Bobbie Gentry en 1967.
[Cal Tjader - Solar Heat] édité le 12 décembre 2003 sur le label Vampi Soul au format LP avec les références VAMPI LP 038 présente une liste de titres différents qui proviennent de l'enregistrement à Western Recording; Los Angeles (6, 7 et 9 août 1968) et Gotham Recording; New York City (19 août 1968) avec des musiciens différents. Il s'agit d'une compilation d'enregistrements de 1968.